# 시마노촌 (아이치현 니와군)
시마노촌(島野村)은 일본 아이치현 니와군에 설치되었던 촌이다. 현재의 이와쿠라시의 서부에 해당한다.